# Electric Café
| Recensione | Giudizio |
| ---------- | -------- |
| AllMusic   |          |

Electric Café è il nono album in studio del gruppo musicale tedesco Kraftwerk, pubblicato il 14 novembre 1986.

## Descrizione
Electric Café è stato pubblicato dopo ben quattro anni di produzione: erano infatti incominciate nel 1982 le registrazioni dell'album, inizialmente intitolato Technicolor, successivamente rinominato Technopop. Ma alcuni mesi dopo, quando una parte delle registrazioni era ultimata, Ralf Hütter viene coinvolto in un grave incidente mentre era in bicicletta che lo lascerà in coma per un breve periodo e che gli impedirà di lavorare con il gruppo per sei mesi. In questo modo l'album verrà pubblicato solamente dopo tre anni, con un nome diverso, e senza riscuotere il successo del disco precedente.
L'album è stato pubblicato in versioni differenti secondo la lingua principale di alcuni brani, come per esempio The Telephone Call/Der Telefonanruf (inglese, e tedesco), e Sex Object/Sex Objekt/Objeto Sexual (inglese, tedesco e spagnolo). Altri brani sono multilingue, con anche il francese e l'italiano. È il primo album del gruppo ad essere registrato in digitale.
Dall'album sono stati estratti due singoli: Musique Non Stop poco prima dell'uscita dell'album, (per il quale è stato anche realizzato un videoclip promozionale da Rebecca Allen, nuova collaboratrice grafica del gruppo dopo l'abbandono di Emil Schult nel 1982), e The Telephone Call nel 1997 (unica canzone dei Kraftwerk con Karl Bartos come cantante principale).
Una nuova edizione dell'album rimasterizzato è stato pubblicato nel 2009, facente parte del progetto The Catalogue. A differenza degli altri album della serie, Electric Café è stato reintitolato in Techno Pop. La ristampa include anche una versione più breve di The Telephone Call seguita da un brano aggiuntivo House Phone. Quest'ultimo brano apparve per la prima volta nel 1987 sulla versione remix a 12" del singolo The Telephone Call. Questa nuova versione dell'album è stata pubblicata su CD, vinile e in download digitale.
L'album è caratterizzato dal massiccio uso di sintesi FM, campionamento, sintesi sottrattiva e signal processing di ogni tipo: flanger, eco, riverbero e delay. In particolare, si conoscono alcuni modelli specifici di sintetizzatori impiegati nella produzione dell'album: lo Yamaha TX-816, l'E-mu Emulator, il MiniMoog
Boing Boom Tschak è nata da degli esperimenti vocali di Florian Schneider, a cui Karl Bartos aggiunse la ritmica e Ralf Hütter aggiunse dei riff di tastiera.
Techno Pop è basata su un riff principale di tastiera di Bartos, al quale ne fu affiancato un altro di basso di Hütter (che ricorda quello di Musique Non Stop). Nella seconda parte della canzone viene utilizzato lo spagnolo.
Musique Non Stop fu composta principalmente da Hütter e Schneider, su un ritmo di Bartos, il suo tema (di Hütter) è ricorrente in diversi brani dell'album. Il brano alterna una voce femminile meccanica in inglese e il vocoder in francese.
The Telephone Call fu composta e scritta (nonché cantata) da Bartos, con Hütter che esegue delle linee di archi e Schneider una linea di basso.
House Phone riprende la traccia precedente, ma ne presenta solo la ritmica e qualche accenno al riff principale, per il resto si tratta di una serie di suoni che ricordano in parte quelli del telefono, ed è una creazione collettiva.
Sex Object fu creata principalmente da Bartos durante la tournée precedente, Hütter aggiunse qualche rifinitura.
Electric Cafè è basata su un riff di Hütter, introdotto e intramezzato dai suoni elettronici e dal Roland DVP-1 di Schneider. Il riff viene riproposto su una linea di basso da Bartos durante il cantato. Il brano è cantato in francese, con sezioni parlate in spagnolo.

## Tracce
Edizione inglese
1. Boing Boom Tschak – 2:57 (Florian Schneider, Ralf Hütter)
2. Techno Pop – 7:42 (Karl Bartos, Ralf Hütter, Florian Schneider)
3. Musique Non Stop – 5:45 (Ralf Hütter, Florian Schneider, Karl Bartos)
4. Der Telefon-Anruf – 8:03 (Karl Bartos)
5. Sex Object – 6:51 (Karl Bartos, Ralf Hütter)
6. Electric Café – 4:20 (Ralf Hütter, Florian Schneider, Karl Bartos)

Durata totale: 35:38
Edizione tedesca
1. Boing Boom Tschak – 2:57
2. Techno Pop – 7:42
3. Musique Non Stop – 5:45
4. Der Telefon-Anruf – 8:03
5. Sex Objekt – 6:51
6. Electric Café – 4:20

Durata totale: 35:38
Edizione spagnola
1. Boing Boom Tschak – 2:57
2. Techno Pop – 7:42
3. Musique Non Stop – 5:45
4. The Telephone Call – 8:03
5. Objeto Sexual – 6:51
6. Electric Café – 4:20

Durata totale: 35:38
Techno Pop (2009)
1. Boing Boom Tschak – 2:57 (Florian Schneider, Ralf Hütter)
2. Techno Pop – 7:42 (Karl Bartos, Ralf Hütter, Florian Schneider)
3. Musique Non Stop – 5:45 (Ralf Hütter, Florian Schneider, Karl Bartos)
4. The Telephone Call/Der Telefon-Anruf – 3:50 (Karl Bartos)
5. House Phone – 4:56 (Karl Bartos, Florian Schneider, Ralf Hütter)
6. Sex Objekt – 6:51 (Karl Bartos, Ralf Hütter)
7. Electric Café – 4:17 (Ralf Hütter, Florian Schneider, Karl Bartos)

Durata totale: 36:18

## Formazione
- Ralf Hütter - voce, sintetizzatore, tastiera
- Florian Schneider - sintetizzatore, vocoder, voce in Boing Boom Tschak
- Wolfgang Flür - percussioni elettroniche
- Karl Bartos - sintetizzatore, tastiera, voce principale in The Telephone Call

## Classifiche
- Germania #23[4]
- Regno Unito #58[3]
- Stati Uniti #156[5]